# Lịch sử chính thức
Lịch sử chính thức hay Chính sử là một công trình lịch sử được chủ thể của nó bảo trợ, ủy quyền hoặc xác nhận. Thuật ngữ này được sử dụng phổ biến nhất cho các công trình lịch sử được tạo ra cho một chính phủ. Thuật ngữ này cũng áp dụng cho lịch sử của các công ty thương mại.
Lịch sử chính thức thường có lợi thế là tác giả được tiếp cận với các tài liệu lưu trữ, được phép phỏng vấn các đối tượng và sử dụng các nguồn sơ cấp khác mà các nhà sử học độc lập không có tiếp cận. Do mối quan hệ chặt chẽ giữa tác giả và chủ thể, những tác phẩm như vậy có thể (hoặc bị coi là) thiên lệch trong giọng điệu và thiếu tính khách quan lịch sử. Sự thiên vị như vậy khá đa dạng và một số lịch sử chính thức bị coi là tuyên truyền; tuy nhiên một số tác giả vẫn giữ được một sự độc lập nhất định.